# 913
| Calendário gregoriano                                                        | 913 CMXIII                                             |
| Ab urbe condita                                                              | 1666                                                   |
| Calendário arménio                                                           | 362 – 363                                              |
| Calendário bahá'í                                                            | -931 – -930                                            |
| Calendário budista                                                           | 1457                                                   |
| Calendário chinês                                                            | 3609 – 3610 Início a 10 de fevereiro (aproximadamente) |
| Calendário copta                                                             | 629 – 630                                              |
| Calendário etíope                                                            | 905 – 906                                              |
| Calendários hindus - Vikram Samvat - Calendário nacional indiano - Cáli Iuga | 968 – 969 834 – 835 4013 – 4014                        |
| Calendário Holoceno                                                          | 10913                                                  |
| Calendário islâmico                                                          | 300 – 301                                              |
| Calendário judaico                                                           | 4673 – 4674                                            |
| Calendário persa                                                             | 291 – 292                                              |
| Calendário rúnico                                                            | 1163                                                   |
| Calendário solar tailandês                                                   | 1456                                                   |

913 (CMXIII na numeração romana) foi um ano comum do século X do Calendário Juliano, da Era de Cristo, teve início a uma sexta-feira e terminou também a uma sexta-feira, e a sua letra dominical foi C (52 semanas).
No território que viria a ser o reino de Portugal estava em vigor a Era de César que já contava 951 anos.
| Ano completo                       |
| ---------------------------------- |
| Ano comum com início à sexta-feira |

## Eventos
- Expedição militar do rei Ordonho II da Galiza a Évora em que consegue conquistar esta cidade aos Mouros.

## Nascimentos
- Torf, nobre medieval francês, foi senhor de Pont-Audemer, na Alta Normandia.